# Лука Липошиновић
Лука Липошиновић (Суботица, 12. мај 1933 — Загреб, 26. септембар 1992) био је југословенски фудбалер који је играо као нападач.

## Каријера
Скоро читаву играчку каријеру провео је у Динаму из Загреба са којим је освојио два пута Првенство Југославије (1953/54. и 1957/58) и једном Куп Југославије (1959/60). Након Динама, отишао је у ЛАСК Линц у којем је провео једну сезону. У аустријском клубу је завршио играчку, а касније започео и тренерску каријеру.
Са репрезентацијом Југославије освојио је сребрну медаљу на Летњим олимпијским играма 1956, а наступао је и на Светском првенству 1958.

## Статистика каријере

### Репрезентативна
| Југославија | Југославија | Југославија |
| Година      | Утакмице    | Голови      |
| ----------- | ----------- | ----------- |
| 1954        | 1           | 0           |
| 1956        | 2           | 1           |
| 1957        | 2           | 1           |
| 1958        | 3           | 0           |
| 1959        | 4           | 1           |
| 1960        | 1           | 0           |
| Укупно      | 13          | 3           |